# Guerra das mulheres ibos
A Guerra das mulheres ou Aba Women's Riots foi uma insurreição na Nigéria britânica que ocorreu em novembro de 1929. A revolta começou quando milhares de mulheres ibos do distrito de Bende, Umuahia e outros lugares no leste da Nigéria viajaram para a cidade de Oloko para protestar contra o Chefe de mandado, a quem acusavam de restringir o papel das mulheres no governo. O Aba Women's Riots de 1929, como foi nomeado em registros coloniais britânicos, e é considerado uma revolta anticolonial estrategicamente executada e organizada pelas mulheres para corrigir as questões sociais, políticas, e problemas econômicos. O protesto abrangeu mulheres de seis grupos étnicos (ibibios, andonis, orgonis, ubanis, opobos e ibo)  Foi organizado e liderado pelas mulheres rurais das províncias Owerri e Calabar. Durante os eventos, muitos Chefes de mandado foram forçados a renunciar e dezesseis tribunais nativos foram atacados, a maioria dos quais foram destruídos.

## História da organização das mulheres na Nigéria
Há uma longa história de ação coletiva por mulheres na Nigéria. Na década de 1910, as mulheres em Agbaja ficaram longe de suas casas por um mês porque achavam que homens estavam matando mulheres grávidas. Sua ausência coletiva levou os idosos da aldeia a tomarem medidas para abordar as preocupações das mulheres. Em 1924, 3000 mulheres em Calabar protestaram contra uma ferramenta de mercado exigida pelo governo. No sudoeste da Nigéria, onde ocorreu a Guerra das Mulheres, havia outras organizações femininas, como a Associação de Mulheres do Mercado  de Lagos, Partido das mulheres nigerianas, e União de Mulheres de Abeocutá. Havia também um "elaborado sistema de redes de mercado feminino,” que as mulheres Igbo e Ibibio costumavam comunicar informações para organizar a Guerra das Mulheres.

## Eventos e causas
Na verdade, o surgimento da Guerra das Mulheres Aba estava em construção. Colonialismo alterou a posição de várias mulheres nigerianas em suas sociedades. As mulheres foram autorizadas a participar do governo e desempenharam um papel importante no mercado. Homens e mulheres também trabalharam colaborativamente na esfera doméstica, e foram reconhecidos tanto para os papéis individuais importantes. As mulheres também tiveram o privilégio de participar de movimentos políticos devido ao fato de que elas estavam casadas com elites. Os britânicos viram essas práticas como "uma manifestação de caos e desordem", e assim eles tentaram criar instituições políticas que comandavam autoridade e força monopolizada. Enquanto consideravam as instituições políticas lideradas por homens ibos, os britânicos ignoravam as mulheres, afastando-as efetivamente do poder político. Os britânicos acreditavam que essa ordem patriarcal e masculina estabeleceria uma ordem moral. As mulheres estavam insatisfeitas com os colonizadores britânicos por causa do aumento das taxas escolares, da corrupção dos oficiais locais e do trabalho forçado.
O evento que acabou por levar à guerra foi a tributação direta. Em abril de 1927, o governo colonial britânico na Nigéria tomou medidas para impor o Decreto da Receita Nativa (Alteração). Um residente colonial, W. E. Hunt, foi comissionado pelo tenente governador da Nigéria para explicar as disposições e os objetos da nova ordenança para as pessoas nas cinco províncias da Região Leste. Isto foi para preparar o terreno para a introdução da tributação direta, que teria efeito em abril de 1928. A tributação direta dos homens foi introduzida em 1928 sem grandes incidentes, graças à propaganda cuidadosa nos últimos doze meses. Em setembro de 1929, o capitão J. Cook, um assistente Diretor de distrito, foi enviado para assumir a divisão de Bende temporariamente do chefe do distrito que serve, um Sr. Weir, até o regresso do capitão Hill de licença em novembro. Ao assumir a posição, Cook encontrou as listas nominais originais para fins fiscais inadequados porque não incluíram detalhes do número de esposas, filhos e gado em cada lar. Ele começou a revisar a lista nominal. Este exercício levou a autoridade colonial a entrar em conflito direto com mulheres no leste da Nigéria e foi o catalisador de mudanças fundamentais na administração local.
O anúncio da intenção de Cook de rever a lista nominal foi feito para alguns chefes no Tribunal Nativo de Oloko e a contagem começou cerca de 14 de outubro de 1929. As mulheres de Oloko suspeitaram que o exercício de enumeração era um prelúdio para a extensão da tributação direta, que foi imposto aos homens no ano anterior. Como as mulheres não tinham poder político dentro do sistema colonial patriarcal, utilizavam ações coletivas para comunicar sua insatisfação. Em 2 de dezembro de 1929, mais de dez mil mulheres demonstraram em Oloko, Bende, contra a enumeração de homens, mulheres e gado pelo agente distrital interino. Este evento em Oloko foi espalhado para a maioria das partes da Região Oriental nas próximas quatro semanas no Ogu Umunwanyi ou Guerra das Mulheres de 1929.

### Oloko
A Guerra das Mulheres Aba foi provocada por uma disputa entre uma mulher chamada Nwanyeruwa e um homem, Mark Emereuwa, que estava ajudando a fazer um censo das pessoas que viviam na cidade controlada pelo Warrant, Okugo. Nwanyeruwa era de ascendência Ngwa, e casou-se na cidade de Oloko. Em Oloko, o censo estava relacionado à tributação, e as mulheres na área estavam preocupadas com quem os taxaria, especialmente durante o período de hiperinflação no final da década de 1920. O acidente financeiro de 1929 impediu a capacidade de comércio e produção das mulheres, pelo que buscavam a garantia do governo colonial de que não deveriam pagar impostos. Diante de uma parada política, as mulheres decidiram que não pagarão impostos nem terão sua propriedade avaliada.
Na manhã de 18 de novembro, Emereuwa chegou à casa de Nwanyereuwa e aproximou-se de Nwanyereuwa, já que seu marido, Ojim, já havia morrido. Ele disse a viúva para "contar suas cabras, ovelhas e pessoas". Como Nwanyereuwa entendeu isso, "Quantas dessas coisas você tem para que possamos taxar você com base nelas", ela estava brava. Ela respondeu dizendo: "Sua mãe viúva foi contada ?," significando "que as mulheres não pagam impostos na sociedade ibo tradicional." Os dois trocaram palavras irritadas e Nwanyeruwa foi à praça da cidade para discutir o incidente com outras mulheres que, por acaso, estavam realizando uma reunião para discutir a questão da tributação das mulheres. Acreditando que eles seriam tributados, com base na conta de Nwanyeruwa, as mulheres de Oloko convidaram outras mulheres (enviando folhas de palmeiras) de outras áreas do distrito de Bende, além de Umuahia e Ngwa . Eles reuniram cerca de 10 mil mulheres que protestaram no escritório do Chefe de Warrant, Okugo, exigindo sua demissão e pedindo um julgamento.

### O Trio Oloko
Os líderes do protesto em Oloko são conhecidos como Trio Oloko: Ikonnia, Mwannedia e Nwugo. Os três eram conhecidos por sua persuasão, inteligência e paixão. Quando os protestos tornaram-se tensos, muitas vezes estes três foram capazes de avaliar a situação, prevenindo a violência. No entanto, depois que duas mulheres foram mortas enquanto bloqueavam as estradas coloniais como uma forma de protesto, o trio não conseguiu acalmar a situação, a polícia eo exército foram enviados para a cidade.

### O legado de Nwanyeruwa
Devido ao seu contributo para a Guerra das Mulheres, a senhora Nwanyeruwa é e ainda continua a ser o nome que surgiu ao trazer a história da militância das mulheres na Nigéria, e foi dito estar ligada à história do colonialismo britânico. Nwanyereuwa desempenhou um papel importante na manutenção dos protestos não violentos. Ela estava em idade avançada em comparação com muitos que lideraram os protestos. Sob o seu conselho, as mulheres protestaram em canção e dança, "sentando-se" nos chefes dos mandados até entregarem suas insígnias e renunciaram. À medida que a revolta se espalhava, outros grupos seguiram esse padrão, tornando o protesto feminino pacífico. Outros grupos vieram a Nwanyeruwa para escrever os resultados inspiradores dos protestos, que, como Nwanyeruwa os viu, eram "as mulheres não pagarão o imposto até que o mundo termine [e] os chefes não existam mais." Mulheres de Oloko e outros lugares trouxeram contribuições de dinheiro para a senhora Nwanyeruwa por ajudá-los a evitar o pagamento de impostos. Infelizmente, muitas mulheres se rebelaram e atacaram Chefes, destruindo suas casas fazendo com que a revolta fosse marcada como violenta.

### Senhora Mary Okezie
A senhora Mary Okezie (1906–1999) foi a primeira mulher de seu clã ibo a obter uma educação ocidental, e estava ensinando na Escola Missionária Anglicana em Umuocham Aba em 1929 quando a revolta das mulheres estourou. Embora não participasse da revolta, ela era muito simpatizante com a causa das mulheres. Ela foi a única mulher que apresentou um memorando de queixa à Comissão de Inquérito de Aba (enviada em 1930). Hoje, a principal fonte primária para estudar a revolta é o Relatório da Comissão de Inquérito do Aba. Após a revolta, a senhora Okezie surgiu como fundadora e líder da Associação de Mulheres Ngwa e trabalhando pelo resto da vida para apoiar os direitos das mulheres na Nigéria.

## Mary Muthoni Nyanjiru/Luta contra a opressão britânica
Formas semelhantes de opressão colonial britânica na Nigéria ocorreram durante o incidente Harry Thuku. Antes de 1915, as mulheres e as crianças não eram obrigadas a trabalhar, e só foi limitada aos homens. Em 1915, mulheres e crianças foram obrigadas a trabalhar para os colonos europeus e a administração colonial. Harry Thuku era mais conhecido por viajar distrito a distrito falando sobre esses trabalhos forçados no Quênia pelo colonizador britânico. Ele então foi preso por isso e uma mulher com o nome de Mary Muthoni Nyanjiru era uma das muitas mulheres quenianas que defenderam sua honra; ela sentiu que precisava retirar seu líder, porque ele lutou contra as mulheres quenianas trabalhando como escravas.

## Outras figuras importantes
- Mary de Ogu Ndem (Mary da Guerra das Mulheres)
- Ihejilemebi Ibe de Umuokirika Village

## Meios de protesto/estratégias de protesto
Uma tática importante nos protestos foi o que é conhecido como "sitting". Estudiosos como Glover observaram que os homens que não valorizavam as mulheres, arriscaram a possibilidade de serem evitados e sentados por aqueles que sentiram que a normalidade tinha que ser restaurada dentro de sua sociedade."Sitting on a man" (Sentada em um homem) ou "making war on a man" (fazendo guerra a um homem) era uma longa tradição usada como arma principal das mulheres diante de injustiças em sua sociedade. Scholars like Green (1964), Judith Van Allen (1976), e Monday Effiong Noah (1985) observaram que alguns métodos utilizados pelas mulheres de Aba eram: cercando a casa do homem em questão, insultando sua masculinidade e destruindo tudo o que ele caracterizaria como uma possessão premiada. As mulheres se reuniam no complexo do homem em questão e cantavam e dançavam ao detalhar as queixas das mulheres contra ele. Muitas vezes as mulheres tropeçavam em sua cabana, derrubavam-na ou colocavam-na com lama. Ações como maltratar sua esposa ou violar as regras do mercado feminino eram puníveis com o "sentar-se". Se necessário, essas práticas continuaram até se arrepender e mudar seus caminhos. Durante a Marcha de Grand-Bassam, o método de se sentar em um homem também foi usado quando um homem conseguiu sua namorada presa depois de colocar seu cartão RDA em sua cueca. As mulheres então invadiram os tribunais e, quando ameaçadas pela polícia, as mulheres começaram a dançar e tirar suas roupas: um método usado como uma poderosa forma de resistência. A nudez das mulheres em muitas comunidades africanas e sahelianas foi considerada um tabu que indicava a força do poder que as mulheres deviam parar a malversação. Quando se tratava dos Chefes de mandado, junto com cantar e dançar ao redor das casas e escritórios, as mulheres seguiriam todos os seus movimentos, invadindo seu espaço e forçando os homens a prestarem atenção. As esposas dos chefes dos mandados eram muitas vezes perturbadas e também pressionavam os mandados para ouvir as demandas das mulheres. Esta tática de "sentar-se nos Warrants", ou seja, segui-los em todos os lugares e em qualquer lugar, era muito popular entre as mulheres na Nigéria e costumava ter grande efeito. Através da escolha da roupa, do uso da linguagem corporal e da escolha da canção, chamou a atenção para o papel e status das mulheres na Nigéria, particularmente na proteção do bem da terra. Outros homens da aldeia raramente vieram em seu socorro e diriam que trouxeram a ira das mulheres para si mesmos.

## Comissão de inquérito de Aba
A primeira comissão de inquérito ocorreu no início de janeiro de 1930, mas foi encontrada com pouco sucesso. O segundo inquérito, chamado de comissão Aba, reuniu-se em março de 1930. A comissão realizou sessões públicas por trinta e oito dias em vários locais nas províncias de Owerri e Calabar e entrevistou 485 testemunhas. Desse número total de testemunhas, apenas cerca de 103 eram mulheres. O resto consistiu em homens locais e funcionários administrativos britânicos que foram chamados a explicar seu papel na revolta ou por que não conseguiram parar as mulheres.

## Resultados
As mulheres foram capazes de transformar "métodos tradicionais para criar redes e expressar desaprovação" em mecanismos poderosos que desafiaram e perturbaram com sucesso a administração colonial local. Os protestos das mulheres foram realizados em uma escala que o estado colonial nunca havia assistido em nenhuma parte da África. A rebelião se estendeu ao longo de seis mil quilômetros quadrados contendo todas as províncias de Owerri e Calabar, que abriram cerca de dois milhões de pessoas. Até o final de dezembro de 1929, quando as tropas restauraram a ordem, dez tribunais nativos foram destruídos, vários outros foram danificados, casas do pessoal da corte nativa foram atacadas e fábricas europeias em rio Imo, Aba, Mbawsi, e Amata foram saqueadas. 46 Mulheres atacaram prisões e liberaram prisioneiros. Mas a resposta da autoridade colonial também foi decisiva. Quando o tempo foi restaurado, cerca de cinquenta e cinco mulheres foram mortas pelas tropas coloniais. As tropas britânicas deixaram Owerri em 27 de dezembro de 1929 e a última patrulha na Divisão Abak se retirou em 9 de janeiro de 1930. Em 10 de janeiro de 1930, a revolta foi considerada esmagada. Ao final de dezembro de 1929 e início de janeiro de 1930, foram realizadas mais de trinta inquéritos de punição coletiva. Geralmente, acredita-se, segundo Nina Mba, que este evento marcou o fim das atividades das mulheres porque a nova administração sob o governo Donald Cameron teve em consideração algumas das recomendações das mulheres na revisão da estrutura da Administração Nacional. Assim, a Guerra das Mulheres é vista como o ponto de divisão histórico na administração colonial britânica na Nigéria com implicações de longo alcance. A Guerra das Mulheres também foi fundamental para marcar o surgimento da ideologia do gênero, oferecendo às mulheres que não eram casadas com as elites a oportunidade de se envolver em ações sociais.
Como resultado dos protestos, a posição das mulheres na sociedade foi grandemente melhorada. Em algumas áreas, as mulheres conseguiram substituir os Chefes de mandado. As mulheres também foram nomeadas para servir nos tribunais nativos. Após a guerra das mulheres, os movimentos femininos foram muito fortes em Ngwaland, muitos eventos na década de 1930, 40 e 50 foram inspirados pela Guerra das Mulheres, incluindo os protestos fiscais de 1938, os protestos da fábrica de óleo da década de 1940 nas províncias de Owerri e Calabar e a revolta tributária em Aba e Onitsha em 1956 . Em duas ocasiões  Oficiais do distrito britânico foram chamados e as forças de segurança forçaram a quebrar os protestos. Durante essas ocasiões, pelo menos 50 mulheres foram mortas a tiros e outras 50 feridas. As próprias mulheres nunca feriram gravemente ninguém contra quem protestavam, nem nenhuma das forças de segurança que rompiam esses protestos.

## Discrepância de nomes
O evento passa por muitos nomes diferentes, incluindo (mas não limitado a) Aba Women's Riots of 1929, Guerra das Mulheres Aba, e A Rebelião do mercado feminino de 1929.. Geralmente é referido como "Aba Women's Riots of 1929", porque foi assim que foi nomeado em registros britânicos Colonial. As mulheres utilizaram técnicas de protesto que eram tradicionais e específicas para suas comunidades, como sentar em um homem e vestindo roupas rituais tradicionais. Enquanto os homens da comunidade entenderam o que essas técnicas e táticas significavam, os britânicos não porque eram estranhos. Como tal, o evento pareceu ser "atos loucos por mulheres histéricas", chamando os eventos de tumultos. Os estudiosos argumentaram que chamar o evento "Aba Riots" de politize o "ímpeto feminista", além de enquadrar os eventos através de uma lente colonialista. Uma vez que o evento foi chamado "Ogu Umunwanyi" em ibo e "Ekong Iban" em Ibibio pelas mulheres locais - o que se traduz em "guerra das mulheres" - as pessoas fizeram um impulso para chamá-lo de "guerra feminina" para levar o evento fora de uma lente colonialista e centrá-lo sobre as mulheres envolvidas.